# Atomic Hero
Atomic Hero ist ein Low-Budget-Horrorfilm von Lloyd Kaufman und Michael Herz aus dem Jahr 1985.

## Handlung
Melvin Junko ist der größte Loser aus Tromaville. Er arbeitet als Putzhilfe im örtlichen Fitnessclub und wischt dort die Fußböden, während die restliche Jugend der Kleinstadt dort dem hemmungslosen Körperkult der 1980er Jahre frönt. Wegen seiner tollpatschigen Art und seinem unscheinbaren Aussehen ist Melvin ein ständiges Opfer für üble Scherze und Belästigungen aller Art. Die Clique von Jugendlichen aus dem Fitnessstudio macht nachts Jagd auf Menschen, dabei wird ein Junge zunächst schwer verletzt, bevor er absichtlich überfahren und getötet wird.
Ein besonders bösartiger Scherz der Gruppe endet schließlich damit, dass Melvin in einem rosa Tutu durch das ganze Fitnessstudio gejagt wird. Er kann sich vor der andauernden Demütigung nur durch einen Sprung aus dem Fenster retten. Anstatt jedoch seinen Peinigern zu entfliehen, landet er kopfüber in einem Fass mit radioaktiv verseuchtem Giftmüll auf der Ladefläche eines zufällig vor dem Fitnessstudio parkenden Lastwagens. Unter unglaublichen Schmerzen schält sich Melvins Haut von seinem Körper, schließlich brennt er sogar. Er flüchtet vom Unfallort und legt sich Zuhause in die Badewanne, wo er schließlich zum Monster-Superhelden Toxic Avenger mutiert.
Nachts quälen ein paar Männer einen Polizisten, doch bevor sie ihn schlimmer verletzen können, kommt der Toxic Avenger ihm zu Hilfe. Der rettet zwar das Opfer, verletzt die Männer aber schwer. Der Toxic Avenger entschuldigt sich danach beim Polizisten und hilft ihm auf. Am nächsten Tag sucht die ganze Stadt nach dem Helden.
Der Bürgermeister der Stadt will die Giftmüllablage in die Nähe der Wasserversorgung legen, während eine Bande einen Imbiss überfällt. Sie töten einen jungen heldenhaften Mann und quälen eine blinde Frau und töten ihren Blindenhund, bis der Toxic Avenger auftaucht und sie zusammenschlägt, einem reißt er einen Arm ab, dem anderen frittiert er die Hände. Danach hilft der Toxic Avenger fürsorglich der blinden Sara und begleitet sie nach Hause.
Die Polizisten können den Angestellten des Imbisses, die die Rettung des Monsters mitbekommen haben, kaum glauben, aber nach und nach zieht es immer größere Wellen. Währenddessen kommen sich Melvin und Sara näher, bis der Toxic Avenger im Fitnessclub auftaucht und auch da wütet. Dann macht er sich auf den Weg zur Sauna, in der gerade ein Mädchen der Clique masturbiert, er nimmt die nackte Frau und setzt sie auf den heißen Ofen im Saunaraum.
Als ein Mann ihm ein junges Mädchen zum Sex anbietet, verprügelt Melvin ihn und seine Gehilfen. Danach kümmert er sich um das Mädchen. Der Toxic Avenger wird immer mehr zum Helden: er rettet Kinder, hilft im Haushalt und er führt Verbrecher der Polizei zu. Sara und Melvin küssen und lieben sich, daraufhin ziehen sie zusammen.
Melvin macht sich erneut auf ins Fitnessstudio, um sich an der zweiten jungen Frau zu rächen, er jagt sie durchs Gebäude. Sie schreit und man sieht, wie er eine Schere hochhebt. Währenddessen sind die zwei jungen Männer total durchgeknallt, sie schlagen eine ältere Frau und stehlen ihr Auto. Dann läuft ihnen der Toxic Avenger über den Weg, sie wollen ihn überfahren, doch er hängt sich an ihr Dach. Er schmeißt den Beifahrer aus dem Auto und traktiert den Fahrer, er reißt ihm das Steuer aus der Verankerung und das Auto stürzt einen Abhang hinunter, wo es in Flammen aufgeht.
Der Toxic Avenger überlebt den Absturz, als Nächstes wendet er sich einer älteren Frau zu, die gerade im Waschsalon ist. Melvin steckt sie in die Waschmaschine, aktiviert die Maschine und bügelt sie danach. Dann kehrt er zu Sara heim, er gesteht ihr endlich die Wahrheit, dass er das Monster ist. Die beiden beschließen zu fliehen. Dann kommt heraus, dass die ältere Frau nicht unschuldig war, sie war der Kopf eines Mädchenhändlerrings, das will allerdings der Bürgermeister vertuschen, um Jagd auf das Monster zu machen, damit beauftragt er den Polizeichef. Die Geretteten des Monsters wollen dem Monster helfen und suchen nach ihm.
Sara und Melvin haben sich versteckt, doch sie werden von den Polizisten aufgespürt. Der Gouverneur schickt die Nationalgarde und will, dass das Monster gefangen genommen wird, doch der Bürgermeister will den Toxic Avenger töten. Alle sammeln sich auf der Wiese, auf der sich das Paar verkrochen hat. Die Geretteten überreden die Polizisten, dem Monster nichts zu tun, doch der Bürgermeister schießt auf ihn. Das kann dem Toxic Avanger jedoch nichts anhaben, er schlägt ihm in den Bauch und zieht ihm die Eingeweide heraus. Melvin hilft der gestürzten Sara und küsst sie innig, gefeiert von den Umstehenden.

## Bedeutung und Interpretationen
Der Film wurde gelobt als geniale Satire auf den gnadenlosen Körperkult der 80er Jahre, der seinerseits ein Symptom für die Oberflächlichkeit der US-Gesellschaft ist. Melvins Mutation vom Nerd zum Superhelden folgt jedoch nicht dem üblichen Schema vom hässlichen Entlein, das letztlich doch geliebt und integriert wird. Sein Handeln als Held erschöpft sich auch nicht im üblichen Einsatz für Recht und Gerechtigkeit nach herrschender Norm, stattdessen trägt sein Kreuzzug gegen die autoritären und korrupten Machtstrukturen von Tromaville eine sehr explizite Gesellschaftskritik in sich. Auch die Auflösung des Films, in der die „kleinen Leute“ des Ortes das Monster Toxie vor der örtlichen Polizei und der Nationalgarde retten, ist bemerkenswert für das Genre des Horror-B-Films. Die Militärgewalt und der Staat erscheinen hier nicht als Schützer des Gemeinwohls an der Seite des Superhelden, sondern als Rückendeckung der korrupten, mafiösen Elite und als Bedrohung. Erst die Solidarisierung der einfachen Leute mit dem Monster zwingt die Staatsgewalt zum Abbruch ihres Feldzuges gegen den Außenseiter.
Der Schweizer Filmkritiker Achim Menze schrieb in seinem Fanzine Eidgenossen im Bilde: „Toxic Avenger ist ein wahres Kuckucksei der Subversion – einerseits verkörpert er alle Tugenden des klassischen B-Movie Horrors, und gerade diese überzeugende Kraft macht seine an allen Ecken und Enden des Films durchscheinenden radikalkritischen Seitenhiebe auf den stumpfsinnig-brutalen Alltag (nicht nur) der US-Gesellschaft um so treffender.“ (Eidgenossen im Bilde #4/1988)
Der Film war bis September 2013 durch die Bundesprüfstelle für jugendgefährdende Medien indiziert, nach Ablauf der 25-Jahresfrist wurde er jedoch von diesem gestrichen. Eine Neuprüfung der Freiwillige Selbstkontrolle der Filmwirtschaft ergab im Februar 2021 die Einstufung Keine Jugendfreigabe.

## Kritik
„Dilettantisch inszeniertes und gespieltes B-Picture, das aktuelle Zeiterscheinungen nur als Vehikel für einen abstoßenden Trip durch die Horror-Filmgeschichte benutzt; sexistisch und inhuman in der Grundhaltung.“

„[It] may be trash, but it has a maniacally farcical sense of humor, and Tromaville’s evildoers are dispatched in ingenious ways.“

„Es gibt wohl keinen Film aus den Achtzigern, die den schwer überstrapazieren Begriff ‚Kult‘ redlicher verdient hat als der radioaktiv verstrahlte Superheld Toxie, der mit seinem Wischmop auf Verbrecherjagd geht. Das angedrohte Hollywood-Remake dieses subversiven Klassikers kann wohl nur ein schlechter Scherz sein.“

Am 20. September 2019 wurde der Film im Rahmen der Tele-5-Reihe Die schlechtesten Filme aller Zeiten gezeigt.

## Fortsetzungen
Der Toxic Avenger erfuhr insgesamt drei Fortsetzungen. Die ersten beiden, Atomic Hero II (The Toxic Avenger Part II) und Toxie’s letzte Schlacht (The Toxic Avenger Part III: The Last Temptation of Toxie) wurden 1988 in einem Aufwasch gedreht – ursprünglich war nur ein Film geplant, jedoch am Ende der Dreharbeiten stellte man fest, dass weit mehr Material im Kasten war als für eine einzige Fortsetzung nötig gewesen wäre. Also machte man kurzerhand zwei Filme daraus. 2000 wurde noch ein vierter Teil unter dem Titel Atomic Hero 4 (engl. Citizen Toxie: The Toxic Avenger IV) veröffentlicht.

## Neuauflage
2013 fanden die Vorbereitungen für eine Neuauflage des Stoffs statt, die 2013 in die Kinos kommen sollte. Regie sollte Steve Pink (S.H.I.T. – Die Highschool GmbH) führen. Das Drehbuch sollte Daniel C. Mitchell schreiben, Produzent Akiva Goldsman werden. Im Gegensatz zur Vorlage sollte das Remake aber eine Actionkomödie für die ganze Familie werden, in der Toxie als grüner Superheld in umweltbewussten Zeiten kämpft. Vom schwarzen Humor und den blutigen, geschmacklosen Szenen des Originals wird dann jedoch nicht viel übrig bleiben.
Im August 2023 wurde bekannt, dass die Neuverfilmung auf dem Fantastic Fest in Austin im September 2023 uraufgeführt werden wird. In der Hauptrolle ist Peter Dinklage zu sehen. Die Regie übernahm Macon Blair, in weiteren Rollen sind Kevin Bacon, Julia Davis, Jacob Tremblay und Elijah Wood zu sehen.